# Andrea Rubio
Andrea Valentina Rubio Armas (Caracas, 27 de noviembre de 1998) es una modelo, comunicadora social y reina de belleza venezolana, ganadora de los títulos Miss Venezuela Internacional 2022 y posteriormente, el título de Miss Internacional 2023. Andrea Rubio obtuvo el noveno título para Venezuela, coronándose en Tokio, Japón.

## Biografía y carrera
Rubio nació y creció en la ciudad de Caracas, Venezuela. Sus padres son los caraqueños Felipe Rubio y Marisela Armas. A la edad de 18 años, después de terminar la escuela secundaria, se mudó a Bogotá, Colombia, debido a la continua crisis social en Venezuela. Rubio es periodista y se graduó de la Universidad de La Sabana en Chía, con un título en comunicaciones audiovisuales y multimedia con énfasis en responsabilidad social corporativa.  Rubio habla inglés y español. Actualmente tiene una relación con el jugador de pádel venezolano Juan Palacios.

## Concursos de belleza

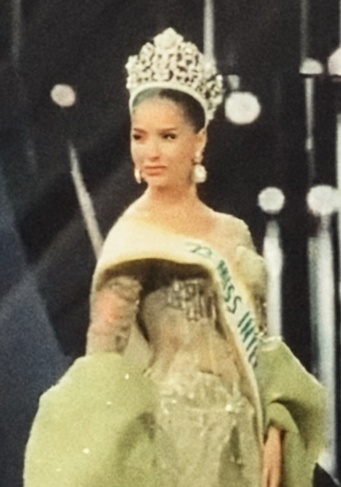
Tres reinas de belleza latinas; Miss Internacional 2023.

### La Agencia: Batalla de Modelos
En 2019 su carrera como modelo internacionalmente se consolidó al ganar el Reality Show, La agencia: Batalla de modelos; donde fue la única candidata de origen extranjero. El programa fue producido y transmitido a nivel nacional por la cadena Caracol Televisión en Colombia.

### Miss Venezuela 2022
Rubio mide 1.71 centímetros y compitió como Miss Portuguesa 2022. Como una de las 24 finalistas en la competencia nacional de su país, fue galardonada con el premio de Miss Manos de Pasarela. En la noche de la elección, realizada el 16 de noviembre de 2022, en el Poliedro de Caracas, obtuvo la corona como Miss Venezuela Internacional 2022.
Durante su reinado, fue presentadora invitada de la revista matutina Portadas al Día de Venevisión y coanfitriona de los Premios de Música Latinoamericana de 2023 para Venezuela, como parte de su preparación para el concurso Miss Internacional.  Además, tuvo varias reuniones y actividades culturales con miembros de la embajada japonesa en Caracas. 
Rubio también ha trabajado con la Fundación Comparte por una Vida Colombia en la "Campaña de Dignidad para las Niñas Migrantes", bajo los programas “Me Cuido, Me Protejo” y "Yo Sueño, Yo Puedo” en la recaudación de suministros y contribuyendo a la educación menstrual, las habilidades de protección del autocuidado y la mitigación de los efectos de la violencia de género de los adolescentes que viven en la frontera entre Colombia y Venezuela, apoyando a las jóvenes migrantes venezolanas de bajos ingresos que asisten a la Institución Educativa La Frontera ubicada en Villa del Rosario, Norte de Santander, Colombia. 

### Miss Internacional 2023
Rubio fue coronada Miss Internacional 2023, evento que se celebró en el Gimnasio Nacional Yoyogi en Tokio, Japón, el 26 de octubre de 2023. Ella es la novena mujer venezolana en obtener la corona de Miss Internacional en la historia del certamen, después de Nina Sicilia, Consuelo Adler, Vivian Urdaneta, Goizeder Azúa, Daniela di Giacomo, Elizabeth Mosquera, Edymar Martínez y Mariem Velazco.
En diciembre de 2023, viaja a Estados Unidos, en donde tiene algunos encuentros con los medios de comunicación de habla hispana de la ciudad de Miami. Posteriormente, 5 de marzo, visita a Indonesia, donde cumplió diversos compromisos relacionados con la realización del Puteri Indonesia, certamen que escoge la representante de dicho país para Miss Internacional.
El 1 de mayo de 2024, Rubio visitó Guatemala, para asistir a la primera edición de Miss Guatemala, como invitada especial, donde se escogió la candidata de dicho país para Miss Internacional.
El 6 de junio de 2024, Rubio visitó Perú dónde fue invitada por la organización del Miss Perú para la elección y coronación de las nuevas soberanas de la belleza peruana. Seguidamente visita Filipinas invitada por la organización Binibining Pilipinas, donde coronó a una nueva reina rumbo al Miss Internacional 2025.
Durante su reinado como Miss Internacional, Andrea ha visitado varias naciones como Colombia, Estados Unidos, México, Guatemala, Perú, Indonesia, Argentina, Filipinas, Camboya, Panamá, República Dominicana, Japón además de su natal Venezuela.